# وضعية قانونية
الوضعية القانونية هي مدرسة خاصة بالتشريع التحليلي، تطورت إلى حد كبير عبر المفكرين القانونيين في القرنين الثامن والتاسع عشر، أمثال جيرمي بنتام وجون أوستن. وبينما كان بنتام وأوستن يطوران نظرية وضعية قانونية، كانت التجريبية تضع الأصول النظرية لتفعيل تلك التطورات. ويُعد إتش. إل. إيه. هارت من أكثر الكتاب شهرة في الوضعية القانونية بالإنجليزية، إذ إنه عثر على استخدامات مشتركة للوضعية كما طُبقت في القانون لتشمل تلك المزاعم:
- القوانين هي تعليمات الكائنات البشرية
- لا يوجد ارتباط بالضرورة بين القانون وبين الأخلاق، أي بين القانون كما هو كائن بالفعل وبين ما ينبغي عليه أن يكون
- تحليل (أو دراسة معنى) المفاهيم القانونية هو أمر ذو أهمية، ويجب تمييزه عن تاريخ أو سوسيولوجيا القانون، بالإضافة غلى نقد وتقييم القانون، على سبيل المثال فيما يتعلق بقيمته الأخلاقية أو وظائفه أو أهدافه الاجتماعية.
- النظام القانوني هو نظام منطقي مغلق، إذ يمكن للقرارات الصحيحة أن تُستنبط من قواعد قانونية محددة سلفًا دون الرجوع إلى الاعتبارات الاجتماعية.
- الأحكام الأخلاقية تختلف عن تقارير الواقع، فلا يمكن تأسيسها أو الدفاع عنها من خلال حجة أو دليل أو برهان عقلي (النزعة غير الإدراكية في الأخلاق)[1]

وتوضع الوضعية المنطقية من الناحية التاريخية، في مقابل نظريات تشريع القانون الطبيعي، مع خلاف خاص يدور حول زعم رجل القانون الطبيعي عن ضرورة وجود ارتباط بين القانون والأخلاق.

## الأصل اللغوي
اشتُق مصطلح الوضعية من اللغة اللاتينية ponere positum، والتي تعني (وضع). والقانون الوضعي هو القانون الذي يصنعه أو يضعه الإنسان، أي هو المنصوص عليه رسميًا.

## الشرعية القانونية ومصادر القانون
مصدر القانون في المنظور الوضعي، هو السلطة القانونية المعترف بها اجتماعيًا والتي تؤسس هذا القانون. أما مزايا هذا القانون فهو موضوع منفصل: فربما يكون هذا القانون سيئًا وفقًا لبعض المعايير، لكن إذا أضافته السلطة التشريعية إلى النظام القانوني، فسيظل هو القانون المعمول به. وتلخص موسوعة ستانفورد للفلسفة الفرق بين المزايا والمصدر على هذا النحو: حقيقة أن السياسة ستكون عادلة أو حكيمة أو كفؤ أو متعقلة، لا تشكل سببًا كافيًا أبدًا للاعتقاد بأنها تمثل القانون بالفعل، وحقيقة أن تكون غير عادلة أو حكيمة أو كفؤ أو متعقلة، لا تشكل سببًا كافيًا أبدًا للشك فيها. القانون وفقًا للوضعية، هو المادة المطروحة (المطلوبة، المُقرَرة، المُطبَقة، المقبولة، إلخ)؛ إذا أردنا التعبير بمصطلح أكثر حداثة، فالوضعية هي الرؤية التي تعتبر القانون بناء اجتماعي.
لا تزعم الوضعية القانونية بأنه ينبغي اتباع أو طاعة القوانين المُحددة بوضوح، أو أن هناك قيمة في تميز القواعد بالوضوح والقابلية للتحديد (على الرغم من أن بعض الوضعيين قد يتبنوا تلك المزاعم أيضًا). قد تكون قوانين النظام القانوني غير عادلة تمامًا بالتأكيد، وقد تكون الدولة غير شرعية تمامًا. وكنتيجة لذلك فربما لا يكون هناك إلزام بطاعة تلك القوانين. علاوة على ذلك فحقيقة أن المحكمة هي التي تحدد القانون الصالح من عدمه، لا تقدم إرشادًا حول ما إذا كان ينبغي على المحكمة أن تطبقه في حالة معينة. وكما قال جون جاردنر فإن الوضعية القانونية ليست فعالة بشكل معياري؛ إنها نظرية للقانون وليست نظرية في الممارسة القانونية أو الأحكام القضائية أو الطاعة السياسية. ويعتقد الوضعيون القانونيون أن الوضوح الفكري هو أفضل إنجاز، والذي يتم عن طريق ترك هذه الأسئلة لبحث منفصل.

## الوضعية القانونية والواقعية القانونية
تختلف الوضعية القانونية عن الواقعية القانونية. والاختلافات ذات أهمية من الناحية التحليلية والمعيارية. ويعتبر كلا النظامين أن القانون هو بناء إنساني. ويعتقد الوضعيون في العديد من الحالات، على عكس الواقعيون القانونيون في أمريكا، أن القانون يعطي إرشادًا محددًا بطريقة معقولة لموضوعاته وأحكامه، على الأقل في قاعات المحاكم. ويؤكد نيكلاس لومان على إمكانية اختزال القانون الوضعي في الصيغة التي لا يكون فيها القانون مطروحًا فقط من خلال القرار (أي مختارًا)، ولكن أيضًا أن يكون شرعيًا من خلال سلطة القرار (وبالتالي يكون مشروطًا وقابل للتغير). ولا يؤكد الوضعيون مع ذلك، على أن القانون يكون شرعيًا من خلال قرار أي شخص. ويرى هارت أن شرعية القانون هي مسألة تخص الممارسات العرفية والجمعية للمحاكم. ويؤكد كل من الوضعيين والواقعيين على أن المسألة المتعلقة بالشرعية الأخلاقية للقانون، ما هي إلا مسألة مبادئ أخلاقية. وليس لسلطة القرار دورًا أساسيًا في كل منهما، لأن القرار الفردي نادرًا ما يكفي لخلق ممارسة اجتماعية تحظى بالاعتراف، وسيكون من غير المعقول افتراض أن المبادئ الأخلاقية تُصنع هكذا بقرار من أي شخص.

## التاريخ

### أصول الوضعية القانونية
يعتبر المذهب التجريبي هو الأصل الأساسي للوضعية القانونية، إذ ينتشر مفكري هذا المذهب على مدى زمني واسع، أمثال سيكستوس إمبيريكوس وتوماس هوبز وجون لوك وجورج بركلي ودافيد هيوم وأوجست كومت. والقضية المركزية بالنسبة للتجريبية هي الزعم بأن كافة أشكال معرفة الحقيقة، يجب أن تُشرع أو تؤسس بناءً على الخبرة الحسية أو يُستدل عليها من القضايا المشتقة بشكل واضح من المعطيات الحسية. وتقف التجريبية علاوة على ذلك موقفًا مضادًا من الميتافيزيقا؛ فعلى سبيل المثال يرفض هيوم الميتافيزيقا لأنها مجرد تأملات أو تخمينات تتجاوز ما يمكن تعلمه من الخبرة الحسية. ومثلت تعاليم التجريبيين نذيرًا لتيار وضعي ذو منهجية تقارب مشكلات الفهم والتحليل، والتي انعكست لاحقًا في الوضعية القانونية. مهد الوضعيون المناطقة أمثال رودلف كارناب وألفريد جولز آير، الطريق لمذهب آخر هام في الوضعية القانونية، ويعني أنه يجب فحص القضايا والكلمات المستخدمة لكي نفهم الواقع. فيكون للجملة دلالة، إذا وفقط إذا كانت تعبر عن شيء إما أن يكون تحصيل حاصل (القضايا الرياضية) وإما قابل للتحقق التجريبي (القضايا الإخبارية).

### منهجية الوضعية القانونية
يظهر جوهر الوضعية القانونية، مع الأخذ في الاعتبار التأثيرات النظرية للتجريبية والوضعية المنطقية، بوصفها بحثًا وصفيًا حول قواعد قانونية معينة، مثلما كتب بيتر كرزون عنها: تستخدم المنهج الاستقرائي في استقصائها أو بحثها (أي البدء من ملاحظات لحقائق معينة والوصول لتعميمات متعلقة بكل تلك الحقائق). ويُستبعد خلال تلك الاستقصاءات موضوعات علم الأخلاق والسياسات الاجتماعية والأخلاقية؛ فكما كتب يوليوس ستون: يتعلق الأمر بشكل أساسي بتحليل المصطلحات القانونية وبحث العلاقات المنطقية للقضايا القانونية. ويُنظر للقانون وسلطته بالإضافة إلى ذلك، على أساس المصدر؛ أي أن شرعية المعيار القانوني لا تعتمد على القيمة الأخلاقية المرتبطة به ولكن تأتي من مصادر يحددها القواعد والتقاليد الاجتماعية في المجتمع.  

### جيرمي بنتام
يُعد الفيلسوف والفقيه الإنجليزي جيرمي بنتام أعظم شخصية تاريخية مختلف عليها في حركة الوضعية القانونية البريطانية. وضع بنتام في كتابه (مقدمة في مبادئ الأخلاق والتشريع) الأساس الخاص بنظرية القانون بوصفها تعبير عن إرادة السيادة. ويفرق نبتام بشكل وضاح بين نوعين من الأشخاص كما يلي:
- الشُراح أو المفسرون: وهم أولئك الذين يفسرون القانون خلال تطبيقه
- المراقبون: وهم أولئك الذين ينتقدون القانون خلال تطبيقه ويقارنونه مع مفاهيمهم حول ما ينبغي أن يكون عليه.

ونُظر إلى فلسفة القانون بشكل صارم، على أنها تمثل تفسيرًا للقوانين الطبيعية كما يقدمه المفسرون، عوضًا عن أن تكون نقدًا كما يقدمه المراقبون. واشتهر بنتام أيضًا بقوله عن القانون الطبيعي أنه كلام فارغ يستند على ركائز.